# Grand Prix Włoch 1926
Grand Prix Włoch 1926 (oryg. VI Gran Premio d’Italia) – jeden z wyścigów Grand Prix rozegranych w 1926 oraz piąta eliminacja Mistrzostw Świata Konstruktorów AIACR.

## Lista startowa
| Nr | Kierowca         | Zespół | Samochód        | Silnik |   |
| -- | ---------------- | ------ | --------------- | ------ | - |
| 3  | Emilio Materassi |        | Maserati 26     |        | ? |
| 4  | Roberto Serboli  |        | Chiribiri 12/16 |        | ? |
| 7  | Jules Goux       |        | Bugatti 39A     |        | ? |
| 9  | Ernesto Maserati |        | Maserati 26     |        | ? |
| 12 | Meo Costantini   |        | Bugatti 39A     |        | ? |
| 16 | Louis Charavel   |        | Bugatti 39A     |        | ? |
| Nr | Kierowca         | Zespół | Samochód        | Silnik |   |

## Wyniki

### Wyścig
Źródło: formula1results.co.za
| P                 | + / – | Nr | Kierowca         | Konstruktor | Okr. | Czas / Strata   | Komentarz |
| ----------------- | ----- | -- | ---------------- | ----------- | ---- | --------------- | --------- |
| 1                 | 5     | 16 | Louis Charavel   | Bugatti     | 60   | 4:20,29,0       |           |
| 2                 | 3     | 12 | Meo Costantini   | Bugatti     | 60   | +6:32,4         |           |
| Niesklasyfikowani |       |    |                  |             |      |                 |           |
|                   |       | 7  | Jules Goux       | Bugatti     | 36   | Ciśnienie oleju |           |
|                   |       | 4  | Roberto Serboli  | Chiribiri   | 28   | Pożar           |           |
|                   |       | 9  | Ernesto Maserati | Maserati    | 5    | Silnik          |           |
|                   |       | 3  | Emilio Materassi | Maserati    | 4    | Silnik          |           |
| P                 | + / – | Nr | Kierowca         | Konstruktor | Okr. | Czas / Strata   | Komentarz |

### Najszybsze okrążenie
Źródło: teamdan.com
| Nr | Kierowca       | Konstruktor | Czas   | Okr. |
| -- | -------------- | ----------- | ------ | ---- |
| 12 | Meo Costantini | Bugatti     | 3:47,0 |      |